# Championnat de Russie de football de troisième division 1996
Navigation
Édition précédente Édition suivante
La saison 1996 de Vtoraïa Liga est la cinquième édition de la troisième division russe. Elle prend place du 3 avril au 1er novembre 1996.
Soixante clubs du pays sont divisés en trois zones géographiques (Centre, Est et Ouest) contenant entre seize et vingt-deux équipes chacune, où ils s'affrontent deux fois, à domicile et à l'extérieur. En fin de saison, un nombre variable d'équipes dans chaque zone est relégué en quatrième division, tandis que les deux premiers de chaque zone (seulement le premier dans la zone Est) sont directement promus en deuxième division.

## Compétition

### Règlement
Le classement est établi sur le barème de points suivant : trois points pour une victoire, un pour un match nul et aucun pour une défaite. Pour départager les équipes à égalité de points, les critères suivants sont utilisés :
1. Nombre de matchs gagnés
2. Confrontations directes (points, matchs gagnés, différence de buts, buts marqués, buts marqués à l'extérieur)
3. Différence de buts générale
4. Buts marqués (général)
5. Buts marqués à l'extérieur (général)

### Zone Centre

#### Participants
Légende des couleurs
- Relégué de deuxième division
- Promu de quatrième division

| Club                      | D3 depuis | Classement 1995 |
| ------------------------- | --------- | --------------- |
| Asmaral Moscou            | 1996      | 22 (D2)         |
| Lada Dimitrovgrad         | 1994      | 3               |
| Nosta Novotroïtsk         | 1992      | 4               |
| Tekstilchtchik Ivanovo    | 1994      | 5               |
| Arsenal Toula             | 1992      | 6               |
| CSK VVS-Kristall Smolensk | 1995      | 6 (Ouest)       |
| Svetotekhnika Saransk     | 1994      | 8               |
| Spartak Riazan            | 1994      | 9               |
| Spartak Chtchiolkovo      | 1995      | 10 (Ouest)      |
| Indoustria Obninsk        | 1993      | 11              |
| OuralAZ Miass             | 1994      | 12              |
| Metallourg Magnitogorsk   | 1994      | 13              |
| Sibir Kourgan             | 1992      | 14              |
| Rubin Kazan               | 1994      | 17              |
| Torpedo Pavlovo           | 1995      | 18              |
| Zénith Ijevsk             | 1995      | 19              |
| Don Novomoskovsk          | 1996      | 1 (D4, zone 3)  |
| Zénith Penza              | 1996      | 1 (D4, zone 5)  |
| Energia Tchaïkovski       | 1996      | 1 (D4, zone 6)  |
| Zavodtchanine Saratov     | 1996      | 2 (D4, zone 5)  |
| Amkar Perm                | 1996      | 2 (D4, zone 6)  |
| Kosmos Dogolproudny       | 1996      | 3 (D4, zone 3)  |

#### Classement
| Rang | Équipe                    | Pts | J  | G  | N  | P  | Bp | Bc  | Diff |
| ---- | ------------------------- | --- | -- | -- | -- | -- | -- | --- | ---- |
| 1    | Lada Dimitrovgrad         | 98  | 42 | 31 | 5  | 6  | 90 | 28  | +62  |
| 2    | CSK VVS-Kristall Smolensk | 96  | 42 | 30 | 6  | 6  | 96 | 36  | +60  |
| 3    | Amkar Perm P              | 93  | 42 | 28 | 9  | 5  | 86 | 31  | +55  |
| 4    | Arsenal Toula             | 92  | 42 | 29 | 5  | 8  | 79 | 36  | +43  |
| 5    | Spartak Riazan            | 90  | 42 | 28 | 6  | 8  | 67 | 24  | +43  |
| 6    | Rubin Kazan               | 79  | 42 | 24 | 7  | 11 | 66 | 34  | +32  |
| 7    | Don Novomoskovsk P        | 78  | 42 | 24 | 6  | 12 | 60 | 31  | +29  |
| 8    | Nosta Novotroïtsk         | 76  | 42 | 22 | 10 | 10 | 84 | 46  | +38  |
| 9    | OuralAZ Miass             | 67  | 42 | 18 | 13 | 11 | 60 | 56  | +4   |
| 10   | Svetotekhnika Saransk     | 60  | 42 | 16 | 12 | 14 | 53 | 49  | +4   |
| 11   | Tekstilchtchik Ivanovo    | 57  | 42 | 18 | 3  | 21 | 65 | 60  | +5   |
| 12   | Torpedo Pavlovo           | 51  | 42 | 14 | 9  | 19 | 44 | 57  | -13  |
| 13   | Sibir Kourgan             | 46  | 42 | 13 | 7  | 22 | 34 | 55  | -21  |
| 14   | Energia Tchaïkovski P     | 44  | 42 | 13 | 5  | 24 | 54 | 68  | -14  |
| 15   | Metallourg Magnitogorsk   | 42  | 42 | 13 | 3  | 26 | 59 | 103 | -44  |
| 16   | Spartak Chtchiolkovo      | 42  | 42 | 12 | 6  | 24 | 39 | 60  | -21  |
| 17   | Zavodtchanine Saratov P   | 42  | 42 | 9  | 15 | 18 | 43 | 54  | -11  |
| 18   | Kosmos Dogolproudny P     | 37  | 42 | 11 | 4  | 27 | 39 | 83  | -44  |
| 19   | Zénith Ijevsk             | 35  | 42 | 9  | 8  | 25 | 37 | 79  | -42  |
| 20   | Zénith Penza P            | 34  | 42 | 8  | 10 | 24 | 31 | 58  | -27  |
| 21   | Asmaral Moscou R          | 28  | 42 | 8  | 4  | 30 | 33 | 92  | -59  |
| 22   | Indoustria Obninsk        | 22  | 42 | 7  | 1  | 34 | 27 | 106 | -79  |

Promotion en deuxième division
- 1er et 2e : promotion

Relégation en quatrième division
- 18e, 20e à 22e : relégation
- 17e : rétrogradation

Abréviations
- P : Promu de quatrième division
- R : Relégué de deuxième division

1. ↑  Le Zavodtchanine Saratov est dissout à l'issue de la saison.

### Zone Est

#### Participants
Légende des couleurs
- Relégué de deuxième division

| Club                            | D3 depuis | Classement 1995 |
| ------------------------------- | --------- | --------------- |
| Irtych Omsk                     | 1996      | 20 (D2)         |
| Dinamo Barnaoul                 | 1994      | 2               |
| Kouzbass Kemerovo               | 1994      | 3               |
| Metallourg-Zapsib Novokouznetsk | 1994      | 4               |
| Amour Blagovechtchensk          | 1993      | 5               |
| Irtych Tobolsk                  | 1994      | 6               |
| Tom Tomsk                       | 1994      | 8               |
| Selenga Oulan-Oude              | 1994      | 9               |
| Motor Prokopievsk               | 1994      | 10              |
| Dinamo Omsk                     | 1993      | 11              |
| Viktoria Nazarovo               | 1995      | 13              |
| SKA-Khabarovsk                  | 1994      | 14              |
| Torpedo Roubtsovsk              | 1992      | 15              |
| Angara Angarsk                  | 1992      | 16              |
| Samotlor-XXI Nijnevartovsk      | 1994      | 17              |
| FK Mejdouretchensk              | 1995      | 16              |

#### Classement
| Rang | Équipe                          | Pts | J  | G  | N | P  | Bp | Bc | Diff |
| ---- | ------------------------------- | --- | -- | -- | - | -- | -- | -- | ---- |
| 1    | Irtych Omsk R                   | 69  | 30 | 22 | 3 | 5  | 59 | 17 | +42  |
| 2    | Tom Tomsk                       | 63  | 30 | 19 | 6 | 5  | 48 | 24 | +24  |
| 3    | Viktoria Nazarovo               | 56  | 30 | 18 | 2 | 10 | 54 | 37 | +17  |
| 4    | Metallourg-Zapsib Novokouznetsk | 56  | 30 | 17 | 5 | 8  | 56 | 34 | +22  |
| 5    | SKA-Khabarovsk                  | 54  | 30 | 16 | 6 | 8  | 48 | 30 | +18  |
| 6    | Kouzbass Kemerovo               | 48  | 30 | 14 | 6 | 10 | 51 | 24 | +27  |
| 7    | Irtych Tobolsk                  | 46  | 30 | 14 | 4 | 12 | 36 | 32 | +4   |
| 8    | Samotlor-XXI Nijnevartovsk      | 45  | 30 | 13 | 6 | 11 | 29 | 28 | +1   |
| 9    | Dinamo Omsk                     | 42  | 30 | 13 | 3 | 14 | 39 | 44 | -5   |
| 10   | Dinamo Barnaoul                 | 42  | 30 | 12 | 6 | 12 | 36 | 24 | +12  |
| 11   | Amour Blagovechtchensk          | 42  | 30 | 12 | 6 | 12 | 36 | 36 | 0    |
| 12   | Selenga Oulan-Oude              | 41  | 30 | 12 | 5 | 13 | 29 | 46 | -17  |
| 13   | Angara Angarsk                  | 21  | 30 | 6  | 3 | 21 | 29 | 71 | -42  |
| 14   | Motor Prokopievsk               | 20  | 30 | 4  | 8 | 18 | 24 | 51 | -27  |
| 15   | Torpedo Roubtsovsk              | 18  | 30 | 5  | 3 | 22 | 24 | 52 | -28  |
| 16   | FK Mejdouretchensk              | 18  | 30 | 4  | 6 | 20 | 21 | 69 | -48  |

Promotion en deuxième division
- 1er : promotion

Relégation en quatrième division
- 14e : rétrogradation

Abréviations
- R : Relégué de deuxième division

1. ↑  Le Motor Prokopievsk se retire de la compétition à l'issue de la saison.

### Zone Ouest

#### Participants
Légende des couleurs
- Relégué de deuxième division
- Promu de quatrième division

| Club                     | D3 depuis | Classement 1995 |
| ------------------------ | --------- | --------------- |
| Kolos Krasnodar          | 1996      | 21 (D2)         |
| Torpedo Taganrog         | 1994      | 3               |
| Anji Makhatchkala        | 1992      | 7               |
| Volgar-Gazprom Astrakhan | 1995      | 7 (Centre)      |
| Avtozaptchast Baksan     | 1995      | 8               |
| Metallourg Lipetsk       | 1994      | 9               |
| Energia Piatigorsk       | 1995      | 11              |
| Iriston Vladikavkaz      | 1993      | 12              |
| Avtodor Vladikavkaz      | 1995      | 13              |
| Kavkazkabel Prokhladny   | 1992      | 14              |
| FK Gatchina              | 1995      | 15              |
| Dinamo Vologda           | 1994      | 16              |
| SKA Rostov               | 1995      | 17              |
| Olimp Kislodovsk         | 1996      | 1 (D4, zone 1)  |
| Avangard Koursk          | 1996      | 1 (D4, zone 2)  |
| Tourbostroïtel Kalouga   | 1996      | 1 (D4, zone 4)  |
| Angoucht Nazran          | 1996      | 2 (D4, zone 1)  |
| Lokomotiv Liski          | 1996      | 2 (D4, zone 2)  |
| Dinamo Saint-Pétersbourg | 1996      | 2 (D4, zone 4)  |
| FK Volgodonsk            | 1996      | 3 (D4, zone 2)  |
| Torpedo Armavir          | 1996      | 4 (D4, zone 1)  |
| MTS Seliatino            | 1996      | 4 (D4, zone 3)  |

#### Classement
| Rang | Équipe                     | Pts  | J  | G  | N  | P  | Bp  | Bc | Diff |
| ---- | -------------------------- | ---- | -- | -- | -- | -- | --- | -- | ---- |
| 1    | Metallourg Lipetsk         | 93   | 38 | 29 | 6  | 3  | 105 | 23 | +82  |
| 2    | Anji Makhatchkala          | 87   | 38 | 28 | 3  | 7  | 99  | 36 | +63  |
| 3    | Torpedo Taganrog           | 81   | 38 | 25 | 6  | 7  | 96  | 33 | +63  |
| 4    | Avtozaptchast Baksan       | 70   | 38 | 22 | 4  | 12 | 64  | 42 | +22  |
| 5    | MTS Seliatino P            | 68   | 38 | 21 | 5  | 12 | 76  | 49 | +27  |
| 6    | Avtodor Vladikavkaz        | 68   | 38 | 20 | 8  | 10 | 66  | 48 | +18  |
| 7    | Angoucht Nazran P          | 62   | 38 | 18 | 8  | 12 | 57  | 48 | +9   |
| 8    | Lokomotiv Liski P          | 57   | 38 | 17 | 6  | 15 | 53  | 57 | -4   |
| 9    | SKA Rostov                 | 56   | 38 | 17 | 5  | 16 | 49  | 67 | -18  |
| 10   | Volgar-Gazprom Astrakhan   | 52   | 38 | 15 | 7  | 16 | 50  | 62 | -12  |
| 11   | FK Volgodonsk P            | 48   | 38 | 14 | 6  | 18 | 44  | 62 | -18  |
| 12   | Kavkazkabel Prokhladny     | 46   | 38 | 13 | 7  | 18 | 33  | 45 | -12  |
| 13   | FK Gatchina                | 46   | 38 | 12 | 10 | 16 | 45  | 46 | -1   |
| 14   | Energia Piatigorsk         | 44   | 38 | 12 | 8  | 18 | 40  | 54 | -14  |
| 15   | Avangard Koursk P          | 43   | 38 | 13 | 4  | 21 | 50  | 78 | -28  |
| 16   | Torpedo Armavir P          | 36   | 38 | 11 | 3  | 24 | 40  | 75 | -35  |
| 17   | Dinamo Vologda             | 36   | 38 | 10 | 6  | 22 | 39  | 62 | -23  |
| 18   | Olimp Kislodovsk P         | 32-6 | 38 | 10 | 8  | 20 | 38  | 60 | -22  |
| 19   | Tourbostroïtel Kalouga P   | 27   | 38 | 7  | 6  | 25 | 25  | 67 | -42  |
| 20   | Dinamo Saint-Pétersbourg P | 19   | 38 | 3  | 10 | 25 | 26  | 81 | -55  |
| 21   | Iriston Vladikavkaz        | 0    | 0  | 0  | 0  | 0  | 0   | 0  | 0    |
| 22   | Kolos Krasnodar R          | 0    | 0  | 0  | 0  | 0  | 0   | 0  | 0    |

Promotion en deuxième division
- 1er et 2e : promotion

Relégation en quatrième division
- 18e et 19e : relégation
- 11e : rétrogradation
- 21e et 22e : abandon

Abréviations
- P : Promu de quatrième division
- R : Relégué de deuxième division
- -6 : Points de pénalité

1. ↑  Le FK Volgodonsk se retire de la compétition à l'issue de la saison.
2. ↑  L'Olimp Kislodovsk se voit retirer six points en raison du non-paiement de l'indemnité de transfert d'un joueur.
3. ↑  L'Iriston Vladikavkaz est exclu de la compétition en juin 1996 à la suite d'une tentative de trucage du match face au Dinamo Saint-Pétersbourg le 27 mai de la même année[1]. L'intégralité de ses résultats sont annulés.
4. ↑  Le Kolos Krasnodar se retire de la compétition durant la phase aller. L'intégralité de ses résultats sont annulés.